# Cenlle
Cenlle è un comune spagnolo di 1 586 abitanti situato nella comunità autonoma della Galizia.
Il municipio di questo piccolo comune si trova nel cuore del Ribeiro, delimitato dai fiumi Miño e Avia. Questa posizione strategica consente una fiorente coltura a vigneto; per questo, la zona di Cenlle è una grande esportatrice di vino.